# CJ-100
Die CJ-100 (chinesisch: 长剑-100; auf Deutsch: 'langes Schwert 100'), auch als DF-100 bekannt, ist ein chinesischer Hyperschall-Marschflugkörper der dritten Generation, der gegen Land- und angeblich auch Seeziele eingesetzt werden kann. Er wurde auf einer Militärparade im Oktober 2019 im Rahmen der Parade zum 70. Jahrestag der Gründung der Volksrepublik China der Öffentlichkeit erstmals präsentiert. Die Reichweite beträgt 2000 bis 3000 Kilometer. Die Rakete wird durch ein TEL-Fahrzeug transportiert und soll zukünftlich auch vom neuen Xian H-6N Bomberflugzeug abgeworfen werden können. Das US Air Force's China Aerospace Studies Institute spricht davon, dass die Rakete seit 2019 initiell einsatzbereit ist (IOC) und 2022–2023 voll einsatzbereit sein wird (FOC).
Die Rakete soll mit einem konventionellen oder einem nuklearen Sprengkörper bestückt werden können bzw. sein. Sie gehört einer Gruppe von chinesischen Raketen an, die aufgrund ihrer Flugbahn in der Atmosphäre ein großes Problem für Raketenabwehr darstellen sollen.